# Michael Hemschoot
Michael Hemschoot est un réalisateur, monteur, producteur et directeur des effets visuels américain né en 1972 à Aurora au Colorado. Il est ensuite le PDG du studio d'animation qu'il a fondé, Worker Studio, ainsi qu'un partenaire de la société de production Travelin' Productions.

## Filmographie

### Réalisateur
- 2008 : A Night at the Zoo
- 2012 : The Birthday Present
- 2017 : Camping à la Bergman
- 2017 : Arkansas Traveler (6 épisodes)
- 2019 : Jammy Man (2 épisodes)
- 2019 : Cosmonut's Selfie Snacks (1 épisode)
- 2020 : Cosmonut and El doctor Intergaláctico

### Monteur
- 2012 : The Birthday Present
- 2017 : Camping à la Bergman
- 2017 : Arkansas Traveler (5 épisodes)
- 2019 : Jammy Man (2 épisodes)
- 2019 : Cosmonut's Selfie Snacks (1 épisode)
- 2020 : Cosmonut and El doctor Intergaláctico

### Producteur
- 2008 : A Night at the Zoo
- 2017 : Arkansas Traveler (6 épisodes)
- 2019 : Jammy Man (2 épisodes)
- 2019 : Cosmonut's Selfie Snacks (1 épisode)
- 2020 : Cosmonut and El doctor Intergaláctico

### Directeur des effets visuels
- 1996 : Mars Attacks!
- 1997 : Batman et Robin
- 1998 : Au-delà de nos rêves
- 1999 : P'tits Génies
- 1999 : Matrix
- 2000 : Hollow Man : L'Homme sans ombre
- 2000 : L'Élue
- 2000 : Seul au monde
- 2001 : La Chute du faucon noir
- 2002 : Minority Report
- 2002 : Stuart Little 2
- 2002 : The Master of Disguise
- 2002 : Phone Game
- 2002 : Le Cercle
- 2002 : Arrête-moi si tu peux
- 2003 : Le Salut
- 2003 : Bye Bye Love
- 2003 : Charlie's Angels : Les Anges se déchaînent !
- 2003 : Master and Commander : De l'autre côté du monde
- 2004 : Benjamin Gates et le Trésor des Templiers
- 2005 : L'École fantastique
- 2012 : ABC of Death
- 2012 : The Birthday Present
- 2017 : Arkansas Traveler (6 épisodes)
- 2019 : Cosmonut's Selfie Snacks (1 épisode)